# Сент-Анн (Гваделупа)

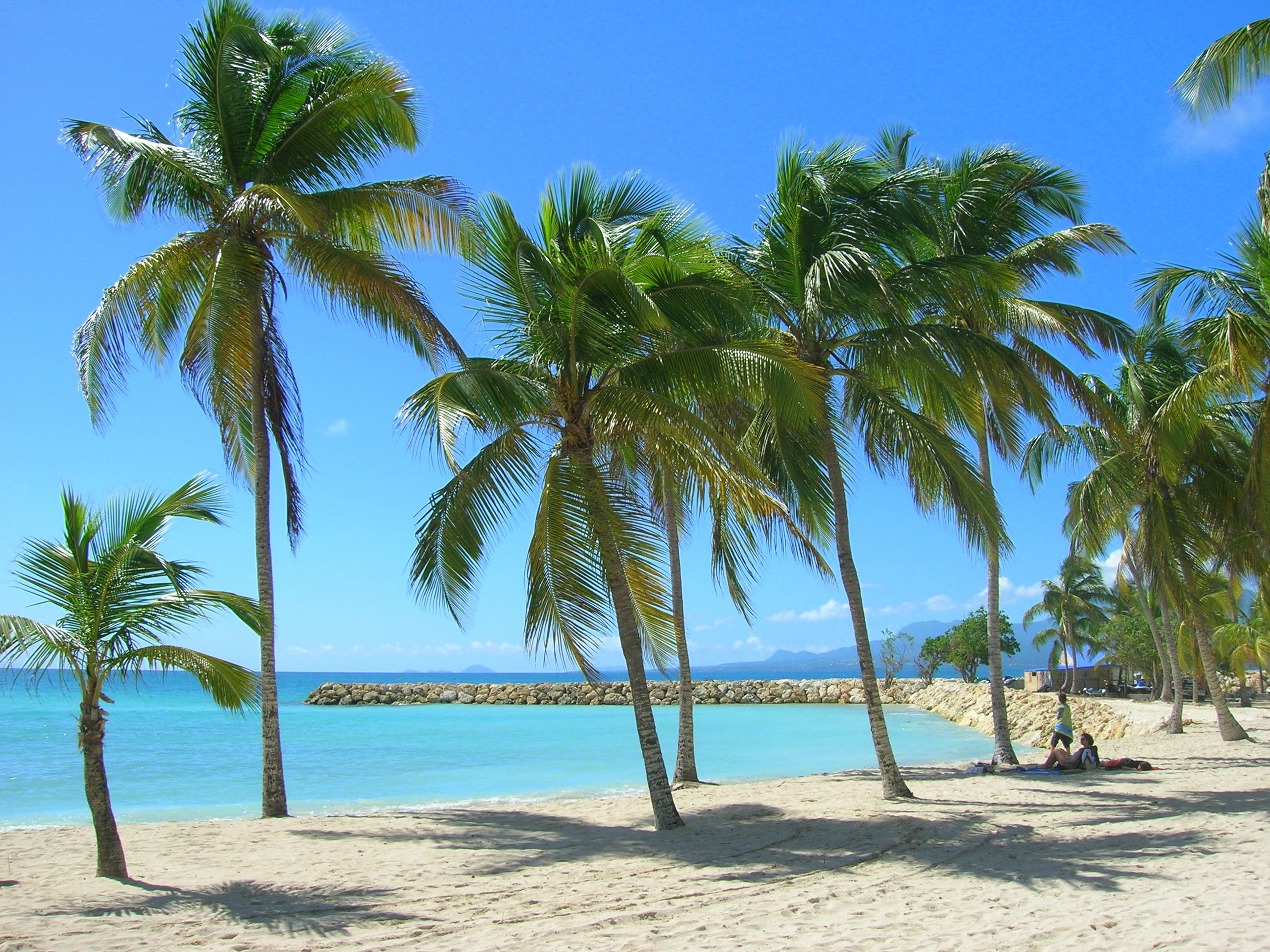
Пляж

Сент-Анн (фр. Sainte-Anne ) — город и коммуна заморского департамента Франции Гваделупа в составе округа Пуэнт-а-Питр.
Расположен на юге о. Гранд-Тер Малых Антильских островов, находится в около 7000 км к юго-западу от Парижа и 50 км северо-восточнее административного центра Французской Гваделупы — Бас-Тера.
Граничит с коммунами Лез-Абим, Ле-Госье, Морн-а-л'О, Пуэнт-а-Питр, Бэ-Мао, Ле-Муль. 
Население на январь 2018 года — 23 767 человек. Площадь — 80,29 км². Плотность — 300 чел./км².
В состав входят два кантона:
- Сент-Анн-1
- Сент-Анн-2

## История
Основан в 1691 году. Бурно развивался за счёт экспорта сахара и рома. Во время Семилетней войны, город был разрушен англичанами и потерял свою функцию столицы Гранд-Тера в пользу Пуэнт-а-Питра.

## Климат
Как и в любом другом восточно-карибском городе, в Анс-Бертране выпадает равномерное количество осадков в течение года, с более влажным сезоном с июля по ноябрь, который совпадает с сезоном ураганов. В Анс-Бертране выпадает менее 1500 мм осадков. Тропическая жара является нормой, особенно, летом.
Пассаты, называемые здесь ализе, дуют с северо-востока и часто смягчают климат.

## Экономика
Основу экономики составляет сельское хозяйство, в первую очередь, выращивание сахарного тростника. В последние годы активно развивается туризм.

## Персоналии
- Берар, Эвремон де  — французский художник.
- Гийон-Летьер, Гийом — французский художник.
- Трезор, Мариус — французский футболист.